# 1220
El 1220 (MCCXX) fou un any de traspàs començat en dimecres del calendari julià.

## Esdeveniments
- 8 d'agost (data no del tot certa): els estonians vencen els suecs en la batalla de Lihula.[1]
- 22 de novembre (Roma): Frederic II és coronat sacre emperador romanogermànic.[2]